# Estrela do Sul
Estrela do Sul  est une municipalité brésilienne de l'État du Minas Gerais et la microrégion de Patrocínio.